# Tipula (Sinotipula) waltoni
Tipula (Sinotipula) waltoni is een tweevleugelige uit de familie langpootmuggen (Tipulidae). De soort komt voor in het Palearctisch gebied.